# 청색 작전
청색 작전(독일어: Fall Blau) 또는 블라우 작전은 1942년 여름에 히틀러가 코카서스 지역의 유전을 손에 넣는 것을 목표로 한 작전이다. 초반에는 독일군이 승승장구했으나 스탈린그라드 전투 등의 패배로 최종적으로는 실패하게 된다.

## 배경
1941년 6월 22일 시작된 바르바로사 작전이 모스크바 공방전의 패배로 사실상 실패로 끝나자, 히틀러는 1942년 4월 청색 작전(Fall Blau)라는 이름의 계획을 제시하고 소련 남부의 코카서스 지역을 공략하기로 결정했다. 바쿠, 마이코프, 그로즈니 등의 유전이 있는 코카서스 지방은 소련의 석유 생명줄과도 다름없었다. 특히 소련 국내와 연결된 철도가 로스토프와 스탈린그라드 방면 두 곳뿐이라는 것을 알아챈 독일군은 이곳의 철도를 끊어 소련으로 가는 석유 수송을 완전 차단할 속셈이었다. 석유는 독일군에게도 필요했는데 1941년 즈음부터 독일군의 석유 공급처는 사실상 루마니아로 제한되었고 독일군은 새로운 석유 공급처를 확보할 필요성을 느끼고 있었다.

### 작전계획
독일군은 다음과 같은 작전을 계획했다.
- Blau I : 헤르만 호트 휘하의 제4기갑군과 제2군이 헝가리 제2군의 지원을 받아 쿠르스크와 보로네시를 공격하고 볼가강 북쪽으로 간다.
- Blau II : 프리드리히 파울루스 휘하의 제6군이 하르코프을 지나 제4기갑군과 평행하게 진격해 스탈린그라드로 간다.
- Blau III : 제1기갑군을 주축으로 제17군과 루마니아 제4군과 함께 돈강 하류 지역을 공격한다.

B 집단군 (막시밀리안 폰 바이흐스 지휘)
- 제2군
  - 제55군단
- 제4기갑군
  - 제24기갑군단
  - 제48기갑군단
  - 재13군단
- 제6군 (프리드리히 파울루스 지휘)
  - 제40기갑군단 (XXXX Panzer Corps, 게오르크 시투메 지휘)
  - 제51군단 (LI Army Corps)
  - 제8군단 (VIII Army Corps)
  - 제17군단 (XVII Army Corps)
  - 제29군단 (XXIX Army Corps)
- 헝가리 제2군
  - 제3군단
  - 제7군단
- 루마니아 제4군
- 이탈리아 제8군

A 집단군 (빌헬름 리스트 지휘)
- 제1기갑군
- 제17군
- 루마니아 제3군
- 제11군

## 크렘린 작전
히틀러는 블라우 작전을 시작하기에 앞서 일종의 양동작전인 크렘린 작전을 개시했다. 이 작전의 목적은 모스크바에 몰려 있는 소련군 대부대가 블라우 작전에 개입하는 것을 방해하기 위한 것이다. 독일군은 모스크바 공격을 재개하라 같은 가짜 지령을 내리거나 모스크바 지구에 대한 정찰비행을 강화하는 등 소련군이 이 위장 모스크바 공격의 전모를 파악할 수 없을 정도로, 그러면서도 그것을 현실적인 것으로 확신하도록 유도하는 방향으로 위장전술을 꾸몄다. 소련군은 그 가짜 정보를 믿고 모스크바 방어선을 강화하는 데 안간힘을 썼다. 히틀러에게 있어서는 순조롭게 잘 진행되고 있었다. 그런데 1942년 6월 19일에 군사기밀이 누설되어 블라우 작전이 위기에 직면했다.

## 라이헬 소령의 비행기 사고
독일 제6군 제40기갑군단의 사령관 게오르크 시투메 중장은 6월 17일 휘하 3개 사단의 사단장들을 소집하여 처음으로 블라우 작전 제1단계에서 군단이 맡은 역할에 대한 브리핑을 했다. 시투메는 구두에 의한 지령을 내렸다. 그러나 사단장 한 사람이 정확하게 기억하기 위해 약간의 메모를 요청했고 시투메도 이것을 허락했다. 그는 반 페이지 정도의 개요를 구술하고 각 사단장에게 보내는 복사본을 만들게 하여 믿을 만한 전령에게 주어서 그것을 하르코프 북방의 3개 사단 사령부에 전하도록 했다.
6월 19일, 시투메의 이 규칙 위반 메모를 받은 제23기갑사단의 작전주임참모 요아힘 라이헬 소령이 결정적인 실수를 했다. 그는 비행기로 제17군단 사령부로 가서 자기 사단 배치를 확인하기 위해 문제의 메모와 제40기갑군단 소속 각 사단의 배치도와 제1단계의 군사 목표를 적은 전용지도를 가지고 갔다. 라이헬은 오후 2시에 피젤러 시토르히 관측기를 탑승했는데 관측기가 행로를 잘못 벗어나면서 소련군 고사포의 공격을 받아 연료 탱크에 구멍이 뜷려 적 전선 근처에 불시착했다.
그날 밤 10시에 시투메는 라이헬 소령 탑승기가 예정 시간이 넘어도 돌아오지 않는다는 보고를 받고 모든 부대에 연락을 취해 라이헬 탑승기의 행방을 찾게 했다. 마침내 제336사단으로부터 연락이 들어왔는데 그 관측기는 소련군 전선 바로 뒤 아니면 바로 앞에 떨어졌다는 것이다. 그 관측기는 급파된 수색대에 의해 무인지대의 한 골짜기에서 발견되었고, 기체는 무사했으나 기내에는 서류가 없었다. 수색대는 2개의 새 무덤을 발견하고 소련병이 라이헬과 조종사를 사살하여 매장한 것으로 추측했다. 무덤을 파내어 나온 시체는 손상이 심해 당번병도 라이헬의 것이라고 단정적으로 확인할 수 없었다. 시투메 중장은 라이헬이 소련군에 붙잡혀 청색 작전에 대한 기밀을 누설하고 크렘린 작전으로 모스크바 방면에 있던 소련군 대부대가 블라우 작전을 분쇄하기 위해 스탈린그라드를 향해 남하해 오리라고 우려했다.
이 사건이 발생한 직후 시투메와 그 부하 장교들은 당장 독일군부의 심문을 받아 제23 기갑사단장은 블라우 작전이 시작되기 전에 좌천되었고 시투메와 그 막료는 군법회의에 회부되어 각기 5년 및 2년의 형을 언도받았다. 그러나 군법회의 의장인 헤르만 괴링 원수는 훌륭한 군인인 시투메를 동정하여 히틀러에게 관대한 처분을 진정했다. 히틀러는 시투메의 형을 감하고 그를 북아프리카로 보냈다. 이후 시투메는 1942년 10월 벌어진 엘 알라메인 전투에서 전사하게 된다.
청색 작전 개시일이 다가옴에 따라 히틀러는 딜레마에 빠졌으나 블라우 작전을 감행하기로 결정했다. 그러나 소련의 스탈린은 블라우 작전을 믿으려 하지 않았다. 소련군 부대는 라이헬이 가지고 있던 서류를 손에 넣었고, 이 서류는 세묜 티모셴코 원수를 통해 스탈린에게 전달되었다. 스탈린은 이 서류를 선입관을 가지고 해석했다: 독일군의 의도는 모스크바 남방으로부터 모스크바를 공격하는 데 있으며, 그들은 엉터리 작전계획서를 탄로나게 함으로써 스탈린그라드 공격이라는 있지도 않은 공격에 대항하게 하기 위해 모스크바 방어군을 끌어내려 하고 있다는 해석이었다. 공중 정찰에 의해 독일군 부대 배치가 계획서와 일치하고 있다는 것이 확인되었지만, 문제 삼으려 하지 않았다.

## 공격

### 제1차 보로네시 공방전
1942년 6월 28일, 페도르 폰 보크 원수 휘하의 3개군 가운데 2개 군이 하르코프 북방 약 150km의 쿠르스크 지구로부터 진격을 개시했다. 주공격을 맡은 독일 남부집단군은 병력이 130만명에 달했고, 전차 2천대와 1,600여기의 항공기가 동원되었다. 먼저 제4장갑군, 제2군이 동쪽으로 약 160 km지점에 있는 보로네시를 향해 진격을 개시했다. 보로네시는 돈강과 보로네시강이 합류하는 곳에 있는 도시로서 모스크바, 흑해, 카스피해를 잇는 러시아의 남북에 걸친 모든 철도와 도로 그리고 하천 교통의 요충지였다.
2일 후, 보크 장군 휘하의 제3타격군과 프리드리히 파울루스 중장이 지휘하는 제6군이 북동쪽의 보로네시를 향해 하르코프를 출발했다. 제6군은 정예군으로서 11개 사단과 시투메 중장이 사령관을 맡고 있었던 제40장갑군단으로 구성되어 있었다. 그 장갑군단이 선봉에서 길을 내고 제6군은 북쪽 병력과 연계해서 오스콜강과 돈강 사이에서 소련군을 포위할 예정이었다. 이 작전이 끝나면 독일군은 돈강을 남하하고 다시 한번 협공작전을 펴서 스탈린그라드를 봉쇄한 다음 코카서스로 진격할 계획이었다. 그 작전은 이론적으로는 완벽했다. 그리고 처음 수일간은 전장에서도 빈틈 없이 훌륭하게 수행되는 것처럼 보였다. 6월 30일, 북쪽의 장갑부대는 보로네시까지 가는 도로의 반을 주파했다. 소련군 전선 사령관 티모센코는 스탈린의 명령에 따라 스탈린그라드 쪽으로 후퇴하고 있었기 때문에 제6군은 거의 아무런 저항도 받지 않았다.
티모센코군의 황급한 철수는 청색 작전의 제1단계 전체를 위태롭게 만들었다. 소련군의 철수를 깨달은 레오 가이르 폰 슈베펜부르크 중장(줄여서 가이르 장군)은 당시 시투메 중장의 후임으로 제40장갑군단장이 되어 있었다. 이 장군은 즉각 제 40장갑군단을 동쪽의 돈강으로 진행시키기 위해 허가를 요청했다. 그는 여기서 퇴각하는 소련군 퇴로를 끊을 수 있을 것으로 보았던 것이다. 그러나 파울루스 장군은 전장에서 즉흥적으로 작전을 변경하는 것을 싫어했기 때문에 그 요청을 거절했다. 가이르 장군이 제6군 사령부로부터 받은 회답은 그에게 주어진 당초 임무를 되풀이하고 있었다. 즉, "제40장갑군단은 제4장갑군과 합류하기 위해 북으로 진격하라"는 것이였다.
7월 3일경에는 히틀러도 파울루스가 보로네시 근교에서 소련군을 공략하기 위해 시간을 낭비하고 있을지 모른다는 것을 알게 되었다. 그날 히틀러는 폰 보크 원수의 전투사령부로 날아와 보로네시에 관한 새 계획을 명령했다. "보크, 나는 보로네시 점령을 이제는 고집하지 않소. 또 실제로도 그것이 꼭 필요하다고도 생각하지 않소. 만약 당신이 하고 싶다면 즉각 남하해도 좋소." 이 변심으로 일련의 어지러운 명령이 잇달아 하달되었고, 그것이 일단락되었을 때는 블라우 작전은 수습하기 어려운 혼란 상태로 빠졌다. 먼저 7월 3일 오후 늦게 제40장갑군단장 가이르 장군은 제6군으로부터 초기의 지령을 뒤엎고 돈강을 향해 진격하라는 명령을 받았다. 이것은 얼마 전에 그가 요청했다가 허락되지 않은 명령이었다. 그런데 이튿날 정오 그가 진격을 개시하자마자 그 명령은 또다시 취소되었고, 그 대신 보로네시로 진출해 제4장갑군이 이 도시를 공격하는 동안 그 측면을 보호하라는 명령을 받았다. 오랫동안 히틀러로부터 자유 지휘권을 얻지 못했던 보크 장군이 비로소 그것을 얻게 되자, 그는 우선 보로네시를 우회하기로 결정했다. 그런데 그때 그가 지휘하는 북쪽 부대의 일부가 보로네시로 수 km지점까지 육박했다는 것을 알고는 생각을 고쳐서 가는 김에 보로네시를 점령하기로 마음먹게 되었던 것이다.
7월 5일에 제4기갑군의 선봉이 보로네시 근방의 돈강에 도달했고 이를 본 소련군은 여전히 독일군이 보로네시를 지나 수도 모스크바를 노리려 한다고 예측했다. 보크는 보로네시에 소련군 부대가 충만해 있는 것을 알고 당황했다. 이 소련군 방어군은 9개 보병사단과 4개 보병여단, 7개 전차 여단 그리고 2개 대전차포 여단으로 이루어져 있었으며, 이들은 선전분투해서 스탈린그라드 전투를 승리로 이끌기까지 시간을 벌어주었다. 보크는 7월 13일이 되어서야 겨우 보로네시를 점령했다. 그렇기는 했어도 그가 얻은 포로의 수는 적었으며, 소련군은 돈강 동쪽 기슭의 중요한 보급로와 철도를 사수하고 있었다.
첫 관문인 보로네시 전투로 청색 작전이 흐트러지자 히틀러는 시간의 손실을 메우기 위해, 원래의 작전을 포기하고 남부집단군을 A 집단군과 B 집단군으로 분리해 각각 로스토프와 스탈린그라드를 점령해 코카서스로의 문을 열기로 결정했다.
처음 계획에 의하면, 스탈린그라드 지구 협공작전에서 남으로부터의 공격을 맡게 되어 있던 에발트 폰 클라이스트 장군 휘하의 제1장갑군은 이 목적을 수행하기 위해 새 명령을 받아 스탈린그라드 대신 로스토프로 남하하기로 되었다. 그리고 당초 헤르만 호트 장군의 제4기갑군은 제6군의 스탈린그라드 진격을 강화하는 역할을 맡고 있었는데, 지금부터는 남하해서 클라이스트를 돕게 되었다. 남부집단군 사령관 보크 장군은 자기 병력의 분할에 항의하다 해임되고 말았다. 그 후임으로 막시밀리안 폰 바이크스 장군이 임명되었다. 여기서 로스토프를 공격하고 코카서스 지방까지 가야 할 A집단군에게는 장거리 이동을 해야 한다는 이유로 포탄과 연료가 더 많이 할당되었다. 클라이스트는 스탈린그라드를 7월 말에 한번도 싸우지 않고도 점령할 수 있었다고 후에 회고했다. 그러나 B집단군 소속 파울루스는 히틀러의 결정에 따라 연료를 빼앗김으로서 예정 기간 안에 도달할 수 없었다. 그리고 공격이 늦어진 만큼 소련군 방어선은 한층 더 강화되었다.

## 칼라치 전투

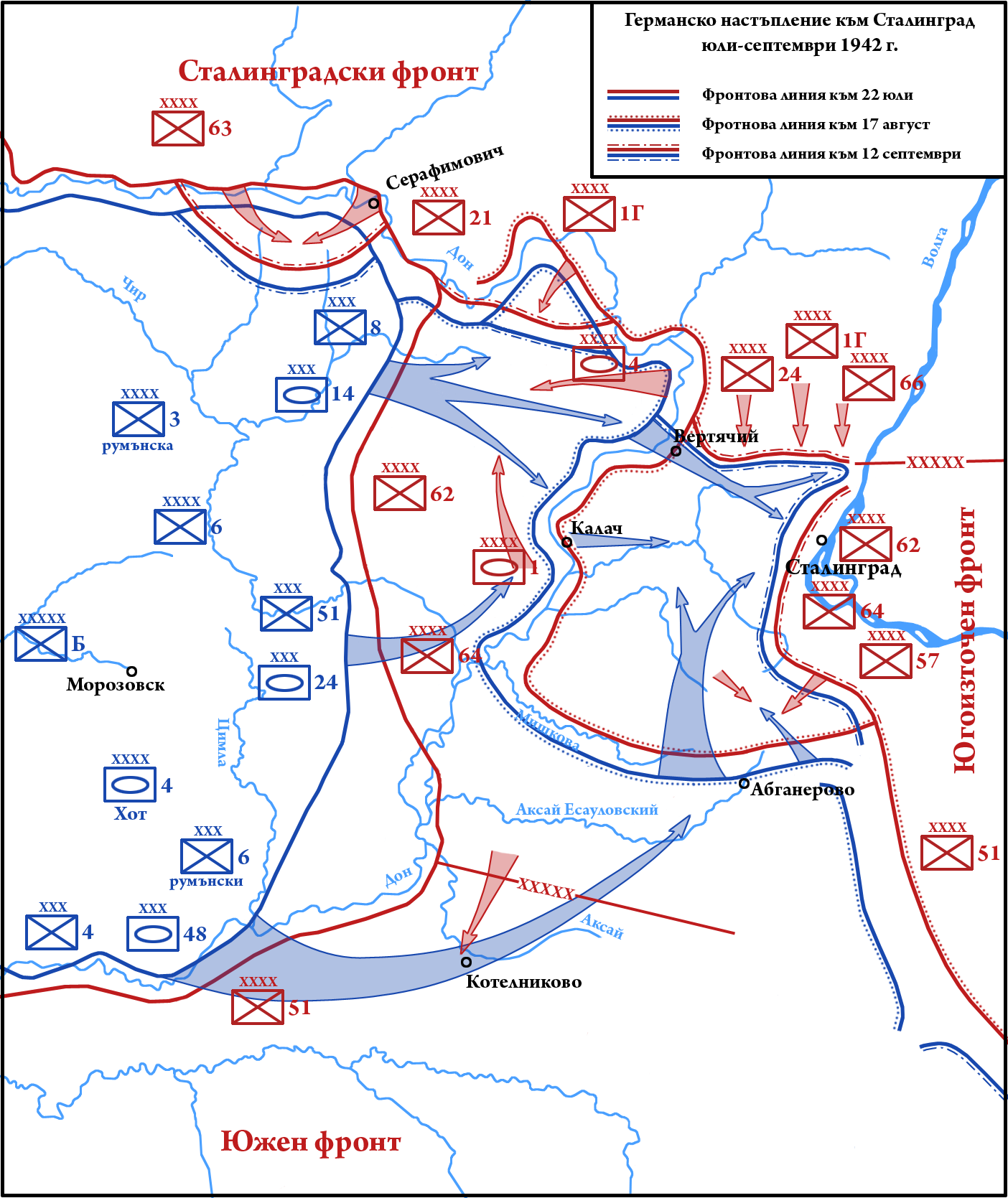
칼라치 전투

파울루스가 지휘하는 독일 제6군은 진격을 계속했지만 대항하는 적을 거의 만날 수가 없었다. 독일 육군 총사령부의 할더 참모총장은 돈강을 남하해서 칼라치로 향하는 제6군이 아무런 저항도 받지 않은 채 진격을 계속하는 것을 조심스레 바라보고 있었다. "총통 각하, 소련군은 아군과의 접촉을 조직적으로 피하고 있습니다."라고 할더는 히틀러에게 말했다. "말도 안 되는 소리다."라고 히틀러는 쏘아붙였다. "소련군은 패주하고 있는 것이다. 그들은 과거 수개월 동안 입은 타격으로부터 되살아나지 못하고 있는 것이다."
소련 제62군 사령관 V Ya. 콜파크치 소장은 공황상태에 빠진 부대를 붙들어 세우기 위해 막료들을 자동소총으로 무장시켜 칼라치(보로네시 남동쪽 약 180km, 스탈린그라드 북서쪽 약 320km) 교량 근처에 배치했다. 이 장교들은 도망치는 소련군을 불러세우는 한편으로, 지평선쪽으로부터 파울루스 휘하의 독일 제6군이 금방이라도 나타날 것 같아 조마조마했다.
그러나 제6군은 끝내 나타나지 않았다. 콜파크치는 얼마 후 티모센코에게 "독일군의 추격 없음"이라고 전보를 쳤다. "이것은 도대체 어떻게 된 영문인가."라고 티모센코는 참모장에게 물었다. "독일군이 계획을 바꾸었는가?"
이때는 그렇지 않았다. 파울루스의 제6군은 연료가 바닥나 칼라치 전방 약 250 km 지점에서 정지하여 거기에 그후 18일간이나 주저앉아 있어야 했다.
소련군의 세묜 티모셴코는 이 기회를 당장 이용했다. 그는 칼라치 주변의 4개군으로부터 끌어모을 수 있는 모든 병력과 아직 편성중에 있던 2개 전차군을 투입했다. 휘하의 대병력을 좁은 전선에 꽉 몰아넣었다는 것은 티모센코의 실수였다. 연료 보급을 받은 독일 제6군의 파울루스는 이중 포위 작전을 취해서 진격해 갔다. 7월 17일 이후 독일 제6군은 소련군 제62군 및 제64군과 조우하고 7월 25일부터 8월 11일까지 진행된 칼라치 전투(Battle of Kalach)에서 제6군의 제14장갑군단과 제8군단이 좌익으로부터 진출하고, 호트의 제4기갑군으로부터 제24기갑군단과 제51군단이 우익으로부터 진출했다. 8월 8일 포위망이 완성되었을 때, 7만의 소련병과 약 1천 대의 전차 및 장갑차 그리고 750문의 대포가 포위망 속에 갇혔다. 그런데 이 공격이 끝나자 파울루스는 칼라치 주변을 소탕하고 남쪽으로부터 지원받기로 되어 있던 호트군을 기다리느라 2주일을 낭비했다. 그것이 문제가 되자 호트는 끝내 히틀러에게 소환된다. 드디어 8월 21일 제6군은 돈강을 건너 스탈린그라드를 향한 진격을 개시했다.

## 독일 A집단군의 후퇴
이후 스탈린그라드 전투에서 예상치 못한 소련군의 반격을 받은 독일 B집단군은 거의 전멸하고 만다. 스탈린그라드 전투 후 소련군은 '토성 작전'을 개시했는데 이 작전의 목적은 로스토프를 점령하여 코카서스 지방에 들어가 있는 독일 A집단군을 가둬버리는 것이었다.
1942년 8월, 에발트 폰 클라이스트가 지휘하는 독일 A집단군은 테레크강 부근까지 도달했다. 그러나 여기서 코카서스 산맥에 가로막히고, 또 테레크강 도하를 앞두고 뜻밖에도 연료 부족 때문에 멈추어서고 말았다. 또한 그곳 주민들이 필사적으로 구축한 방어 시설도 그들의 앞길을 가로막았다. 소련군 코카서스 집단군 사령관 I. V. 튜레네프 장군은 이렇게 쓰고 있다. "주민들은 피묻은 헝겊을 물집이 생긴 손에 감고 쓰러질 때까지 굳세게 일해주었다. 초가을 무렵에는 7만 개의 토치카와 기타 총포좌를 포함한 약 10만을 헤아리는 방어시설이 구축되었다. 800km를 넘는 대전차 구덩이를 파고 320km에 걸친 장벽을 구축했다. 또 1,600km나 되는 참호도 팠다. 줄잡아 동원 인력이 연 900만일분의 노동 시간을 이 작업에 바쳤다."
파울루스가 스탈린그라드에서 포위된 1월경, 소련군은 '토성 작전'을 개시했다. 클라이스트는 자신이 궁지에 몰린 것을 깨달았다. 그는 후에 이렇게 쓰고 있다. "소련군은 로스토프 전방 불과 6.4km되는 지점까지 오고, 아군은 로스토프 동쪽 630km지점에 있을 때, 히틀러는 어떠한 상황에서도 절대로 철수해서는 안된다는 명령을 나에게 보내왔다. 이것은 그야말로 죽음의 선고 같은 것이었다. 그런데 그 이튿날에 나는 새 명령을 받았다. 퇴각하라, 모든 장비를 다 가지고 철수하라."
클라이스트는 지체하지 않고 준비를 하고 당장 출발했다. 그리하여 클라이스트는 간발의 차이로 로스토프를 지나 탈출에 성공한다. 1943년 2월 14일, 소련군은 로스토프를 점령했다. 그러나 벌써 독일 A집단군의 마지막 부대가 철수한 뒤였다.
클라이스트는 이 공적에 의해 원수로 승진했다. 히틀러가 퇴각을 지휘한 전공에 대해 장성을 승진시킨 일은 그전까지는 한 번도 없었던 일이다.
이렇게 해서 코카서스 지역의 유전을 목표로 한 '블라우 작전'은 실패로 끝나게 된다.

## 참고 서적
- '라이프 제2차 세계대전', <소련군의 반격>

## 같이 보기
- 카우카지엔 국가판무관부